# Tuapakas
Tuapakas is een bestuurslaag in het regentschap Timor Tengah Selatan van de provincie Oost-Nusa Tenggara, Indonesië. Tuapakas telt 2506 inwoners (volkstelling 2010).